# سمبوبیوس
سمبوبیوس (به انگلیسی: Sambubiose) با فرمول شیمیایی C۱۱H۲۰O۱۰ یک ترکیب شیمیایی است. که جرم مولی آن ۳۱۲٫۲۷ g/mol می‌باشد. 